# 鵜飼駅 (石川県)
鵜飼駅（うかいえき）は石川県珠洲市宝立町鵜飼に所在した、のと鉄道能登線の駅。2005年（平成17年）、同線の廃止により廃駅となった。かつての急行停車駅で、第3回中部の駅百選に選ばれている。
廃線後も駅舎は保存され、路線バスの待合所ならびにカフェとして、また町内にある小中学校ならびに特別支援学校のギャラリーとして活用されている。

## 歴史
- 1964年（昭和39年）9月21日：日本国有鉄道（国鉄）能登線の能登鵜飼駅（のとうかいえき）として開業[1][2]（業務委託駅）。
- 1984年（昭和59年）2月1日：荷物扱い廃止[1]。
- 1987年（昭和62年）4月1日：国鉄分割民営化により西日本旅客鉄道に承継される[1]。
- 1988年（昭和63年）3月25日：のと鉄道に転換、同時に鵜飼駅に改称[1]。
- 1996年（平成8年）12月6日：交換設備を設置[3]。
- 2005年（平成17年）4月1日：能登線廃止に伴い廃駅となる。

## 駅構造

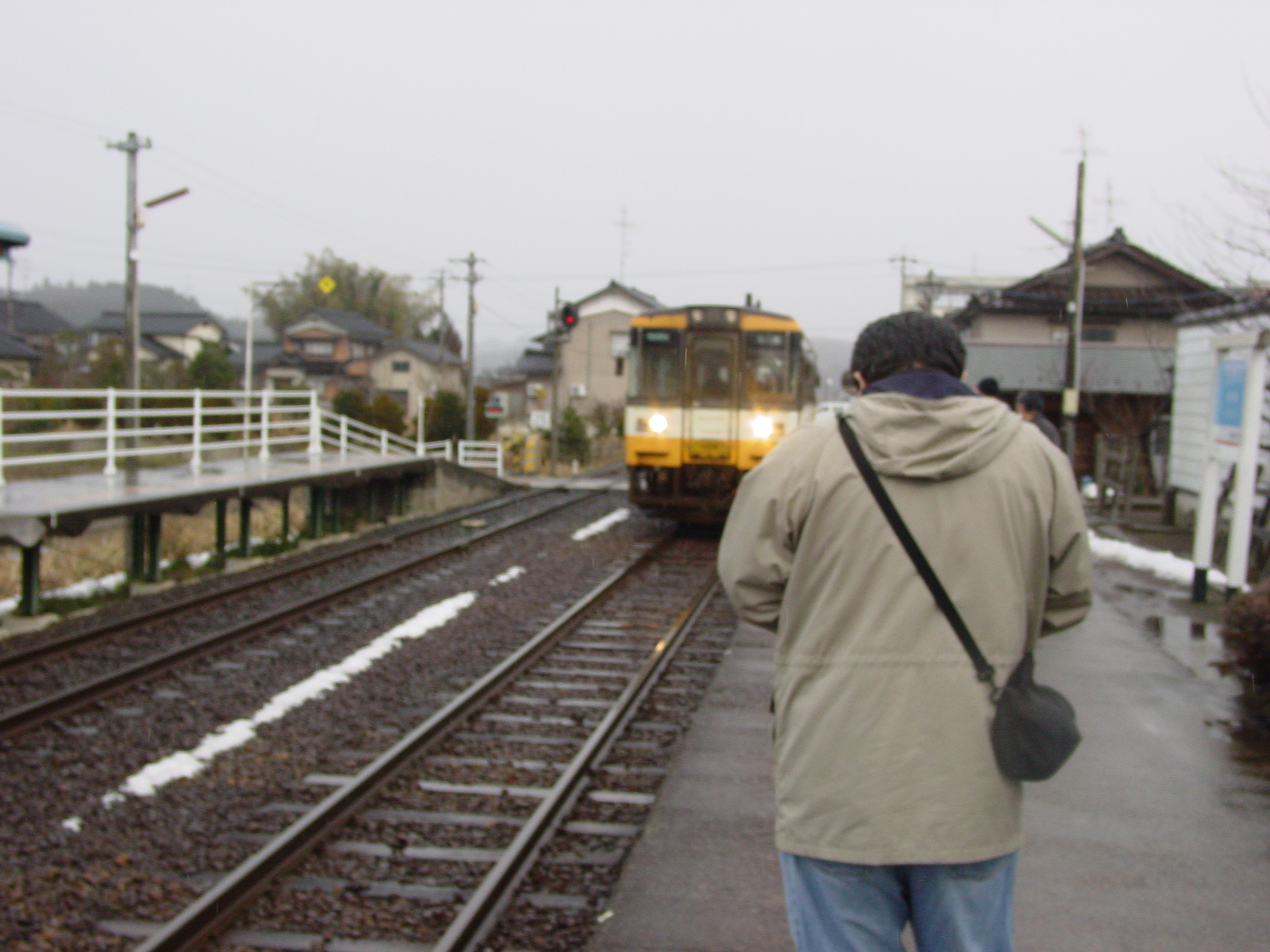
鵜飼駅に進入するNT100形

相対式ホーム2面2線を有する地上駅。以前は1面1線であったが、1996年（平成8年）にホームの増設を行い、列車同士の行き違いが可能となった。

## 駅周辺
- 珠洲市立宝立小中学校
- 石川県立飯田高等学校宝立校舎（旧・石川県立珠洲実業高等学校、2010年、石川県立飯田高等学校へ統合）
- 石川県立七尾特別支援学校珠洲分校（同上）
- 見附島
- 見附海岸海水浴場
- 珠洲温泉 国民宿舎 のとじ荘

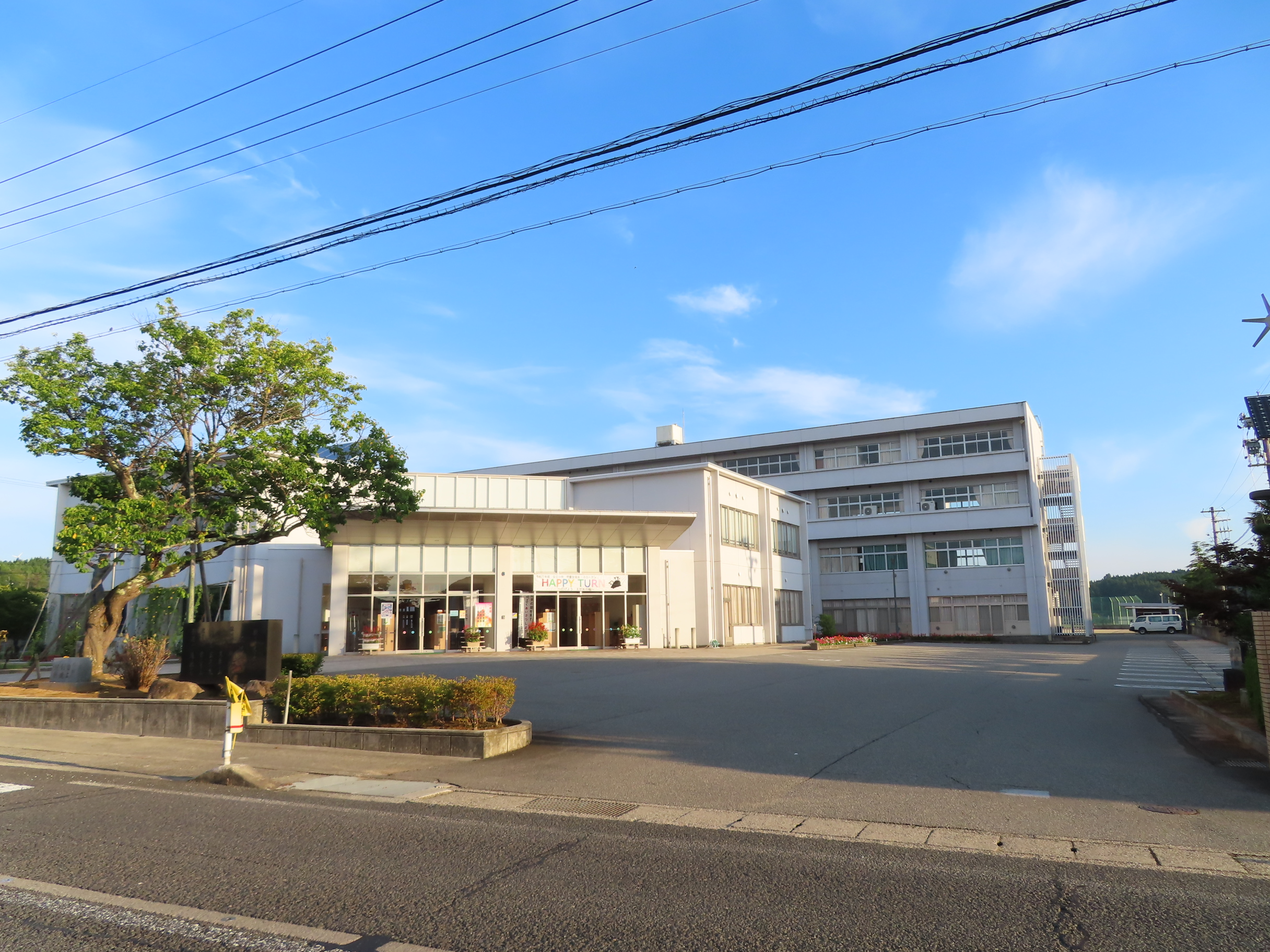
珠洲市立宝立小中学校（2023年9月）
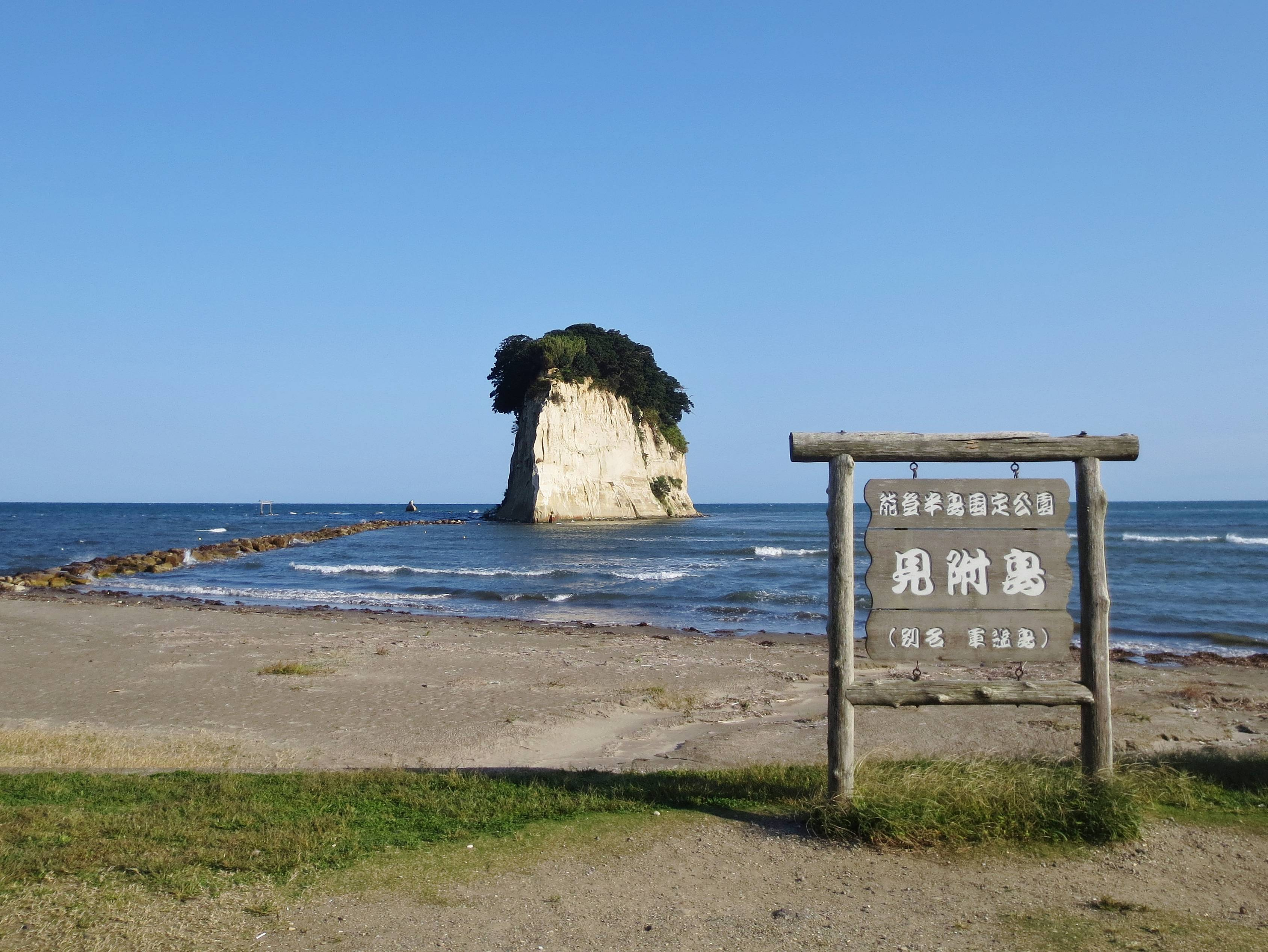
見附島（2014年10月）

## 交通
- 珠洲道路金峰寺交差点、または国道249号鵜飼交差点
- 北鉄奥能登バス鵜飼駅前バス停下車すぐ

## 隣の駅
のと鉄道
能登線
南黒丸駅 - 鵜飼駅 - 上戸駅